# Фицхью, Брюс
Брюс Фицхью (англ. Bruce Fitzhugh) — вокалист и гитарист американской христианской метал-группы Living Sacrifice, участвовал в проекте в качестве гитариста с основания группы, с 1996 года и как вокалист.
Также он работал во многих других проектах: спродюсировал дебютный альбом A Chorus Of Obliteration группы The Showdown. Также продюсировал альбомы для Zao, Further Seems Forever, Eso-Charis, и Few Left Standing.
В качестве приглашённого вокалиста участвовал в записи песни «Sixteen» с альбома Storm the Gates of Hell группы Demon Hunter, песни «Religous Infamy» с дебютного альбома Embrace The Eternal группы Embodyment. Участвовал в записи песни Evanescence — «Lies», с их дебютного диска Origin, также как совокалист.
Брюс также является одним из основателей группы Zambooie.